# Indocader
Indocader is een geslacht van wantsen uit de familie van de Tingidae (Netwantsen). Het geslacht werd voor het eerst wetenschappelijk beschreven door Pericart in 1981.

## Soorten
Het genus bevat de volgende soorten:

- Indocader besucheti Péricart, 1983
- Indocader loebli Péricart, 1981